# Будьонне (Жамбильський район)
Будьо́нне (каз. Буденное) — село у складі Жамбильського району Північноказахстанської області Казахстану. Адміністративний центр Первомайського сільського округу.
Населення — 488 осіб (2021; 548 у 2009, 686 у 1999, 974 у 1989).
Національний склад станом на 1989 рік:
- росіяни — 67 %.